# 万德松
万德松·德奥利韦拉·坎波斯（葡萄牙語：Vanderson de Oliveira Campos；2001年6月21日—），是一名巴西职业足球运动员，在法甲摩纳哥俱乐部担任右后卫。